# NGC 3646
NGC 3646 (другие обозначения — UGC 6376, MCG 3-29-37, ZWG 96.34, KCPG 281A, PGC 34836) — галактика в созвездии Лев.
Этот объект входит в число перечисленных в оригинальной редакции «Нового общего каталога».
В галактике вспыхнула сверхновая SN 1999cd типа II, её пиковая видимая звездная величина составила 17,9.
В галактике вспыхнула сверхновая SN 1989N типа II. Её пиковая видимая звёздная величина составила 14,5.